# Snježni kralj (slalomska utrka)
Snježni kralj (eng. Snow King Trophy) naziv je za mušku slalomsku utrku Svjetskoga skijaškoga kupa koja se održava na zagrebačkom Sljemenu od 2008.
Utrku uz Crveni spust znalo je posjetiti i do 20 000 ljudi, što je čini jednom od najgledanijih u cijelomu Svjetskomu skijaškom kupu.

## Popis pobjednika
██ najmanja/najveća prednost pobjednika
| Godina | Pobjednici                                             | Pobjednici                                             | # 2                                                    | # 3                                                    | Rezultati                                              |
| Godina | Skijaš                                                 | MP [s]                                                 | # 2                                                    | # 3                                                    | Rezultati                                              |
| ------ | ------------------------------------------------------ | ------------------------------------------------------ | ------------------------------------------------------ | ------------------------------------------------------ | ------------------------------------------------------ |
| 2008.  | Mario Matt                                             | +0,33                                                  | Ivica Kostelić                                         | Reinfred Herbst                                        | Rezultati 2008.                                        |
| 2009.  | Jean-Baptiste Grange                                   | +0,05                                                  | Ivica Kostelić                                         | Giuliano Razzoli                                       | Rezultati 2009.                                        |
| 2010.  | Giuliano Razzoli                                       | +0,23                                                  | Manfred Mölgg                                          | Julien Lizeroux                                        | Rezultati 2010.                                        |
| 2011.  | Andre Myhrer                                           | +0,10                                                  | Ivica Kostelić                                         | Mattias Hargin                                         | Rezultati 2011.                                        |
| 2012.  | Marcel Hirscher                                        | +0,29                                                  | Felix Neureuther                                       | Ivica Kostelić                                         | Rezultati 2012.                                        |
| 2013.  | Marcel Hirscher (2)                                    | +0,57                                                  | Andre Myhrer                                           | Mario Matt                                             | Rezultati 2013.                                        |
| 2014.  | nije održano zbog nedostatka snijega                   | nije održano zbog nedostatka snijega                   | nije održano zbog nedostatka snijega                   | nije održano zbog nedostatka snijega                   | nije održano zbog nedostatka snijega                   |
| 2015.  | Marcel Hirscher (3)                                    | +0,81                                                  | Felix Neureuther                                       | Sebastian Foss-Solevåg                                 | Rezultati 2015.                                        |
| 2016.  | nije održano zbog nedostatka snijega                   | nije održano zbog nedostatka snijega                   | nije održano zbog nedostatka snijega                   | nije održano zbog nedostatka snijega                   | nije održano zbog nedostatka snijega                   |
| 2017.  | Manfred Mölgg                                          | +0,72                                                  | Felix Neureuther                                       | Henrik Kristoffersen                                   | Rezultati 2017.                                        |
| 2018.  | Marcel Hirscher (4)                                    | +0,05                                                  | Michael Matt                                           | Henrik Kristoffersen                                   | Rezultati 2018.                                        |
| 2019.  | Marcel Hirscher (5)                                    | +0,60                                                  | Alexis Pinturault                                      | Manuel Feller                                          | Rezultati 2019.                                        |
| 2020.  | Clement Noël                                           | +0,07                                                  | Ramon Zenhäusern                                       | Alex Vinatzer                                          | Rezultati 2020.                                        |
| 2021.  | Linus Straßer                                          | +0,10                                                  | Manuel Feller                                          | Marco Schwarz                                          | Rezultati 2021.                                        |
| 2022.  | otkazano tijekom prve vožnje zbog problema sa snijegom | otkazano tijekom prve vožnje zbog problema sa snijegom | otkazano tijekom prve vožnje zbog problema sa snijegom | otkazano tijekom prve vožnje zbog problema sa snijegom | otkazano tijekom prve vožnje zbog problema sa snijegom |

Statistika (2019.)
| Skijaš                       | Pobjede | Top 3 |
| ---------------------------- | ------- | ----- |
| Marcel Hirscher              | 5       | 5     |
| najviše postolja bez pobjede |         |       |
| Ivica Kostelić               | 0       | 4     |

## Zanimljivosti
- Ivica Kostelić je čak tri puta doskijao do drugoga mjesta na Zagrebačkome slalomu: 2008., 2009. i 2011. godine.
- Marcel Hirscher jedini je skijaš kojemu je uspjelo osvojiti titulu »snježnoga kralja« tri puta zaredom: 2012., 2013. i 2015. godine.
- Također, Hirscher je najuspješniji vozač sljemenske utrke s pet osvojenih naslova.

## Vanjske poveznice
- Službena stranica (hrv.)
- Službena stranica (engl.)